# Reserva da Biosfera Maia

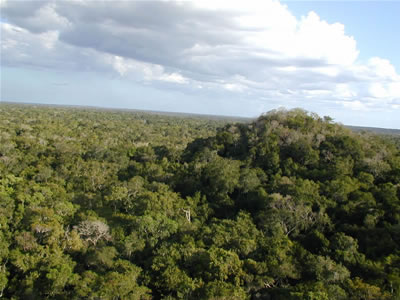
El Mirador, na Reserva da Biosfera Maia.

Reserva da Biosfera Maia (em castelhano:  Reserva de la Biosfera Maya) é uma reserva natural na Guatemala administrada pelo Conselho Nacional de Áreas Protegidas (CONAP) do país. A reserva abrange uma área de 21 602 km².
O parque é o lar de um grande número de espécies de fauna, incluindo o crocodilo-de-morelet e o peru ocelado. Também é rico em flora, incluindo nozes, mogno, Swietenia humilis, Bloma prisca, Vitex gaumeri, cedro, Bucida buceras, Haematoxylum campechianum, Rhizophora mangle e Pimenta dioica. A área varia desde zonas úmidas até baixas montanhas e tem vários corpos de água, como lagos, rios, córregos e cenotes.
A reserva foi criada em 1990 para proteger a maior área de floresta tropical da América ao norte da Amazônia. O modelo de reserva da biosfera, implementado pela UNESCO, busca promover um equilíbrio entre as atividades humanas e a biosfera, incluindo o desenvolvimento econômico sustentável no planejamento de conservação.

## Arqueologia

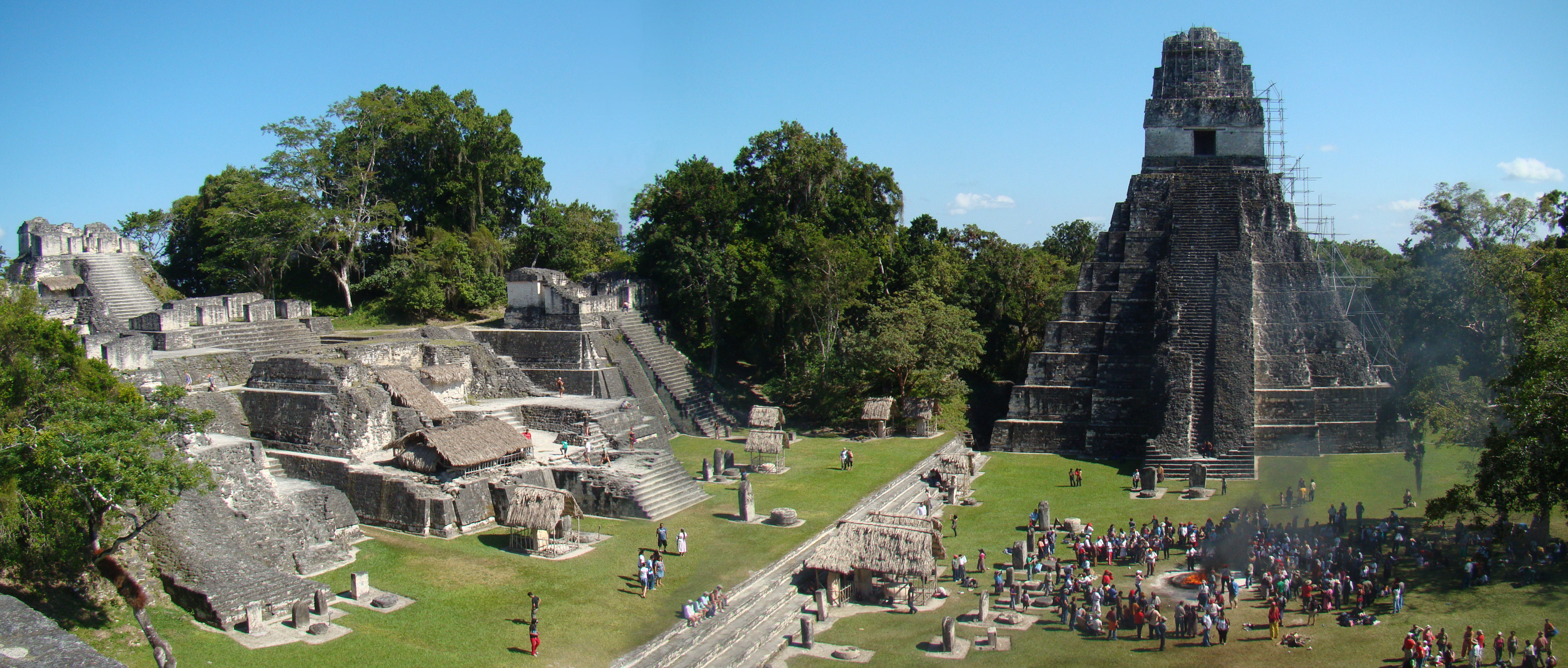
Praça de Tikal em dezembro de 2010

A Reserva da Biosfera Maya é o lar de uma grande concentração de antigas cidades maias, muitas das quais estão sob escavações. Tikal é a mais famosa destas, atraindo cerca de 120 000 a 180 000 visitantes por ano.
A Bacia do Mirador, na parte norte da Reserva, contém inúmeras cidades maias interconectadas. O projeto é dirigido por Richard Hansen, um arqueólogo em El Mirador, o maior dos sites, datado do período préclássico do Maya. Outras cidades da região incluem El Tintal, Nakbe e Wakna.
Em 1 de fevereiro de 2018, arqueólogos guatemaltecos, estadunidenses e europeus anunciaram que usaram LIDAR para descobrir cerca de 60 mil estruturas maias individuais adicionais na reserva. As estruturas, escondidas sob a densa folhagem, incluem quatro grandes centros cerimoniais maias, com praças e pirâmides. Outras estruturas incluem rodovias elevadas, sistemas complexos de irrigação, terraços, muros defensivos, muralhas e fortalezas. Também foram encontrados sinais de saques. A imagem de LIDAR também mostrou que os maias alteraram a paisagem de forma mais significativa do que se pensava anteriormente; em algumas áreas, 95% da terra disponível foi cultivada. Mais de 2 100 km² da reserva foram pesquisados, produzindo o maior conjunto de dados LIDAR já feito para pesquisas arqueológicas.